# US Palmese 1912
Die Unione Sportiva Palmese 1912 ist ein Fußballverein aus Palmi, Italien, welcher im Jahr 1912 gegründet wurde. Es ist eines der ältesten Teams in Kalabrien und hat in der Vergangenheit auch in den Vorläufer-Meisterschaft der heutigen Lega Pro gespielt und unterlag im Jahr 1935 erst in der Finalrunde der SG Andrea Doria, Gruppo Sportivo Falck und Taranto FC 1927, womit der Aufstieg in die Serie B verpasst wurde. Die US Palmese wurde anschließend in die drittklassige Serie C eingeschrieben. Die Vereinsfarben sind schwarz und grün.
Die US Palmese nahm auch an der Coppa Italia 1938/39 teil.
Neben einigen regionalen Meisterschaften gewann der Verein auch in der Saison 1997/98 den kalabrischen Amateur-Pokalwettbewerb.